# Islas Dos Grupos
Las islas Dos Grupos (en francés, îles Deux Groupes) es el nombre histórico de dos atolones de las Tuamotu, en la Polinesia Francesa. Son los atolones Marokau y Ravahere, separados por menos de 2 km. Están situados en el centro del archipiélago, a 750 km al este de Tahití, y están incluidos en la comuna de Hikueru.
Fueron descubiertos por Louis Antoine de Bougainville en 1768, pero fue James Cook, el año siguiente, quien los llamó Two Groups describiéndolos como un ensamblado de islas unidas por escollos.

## Marokau

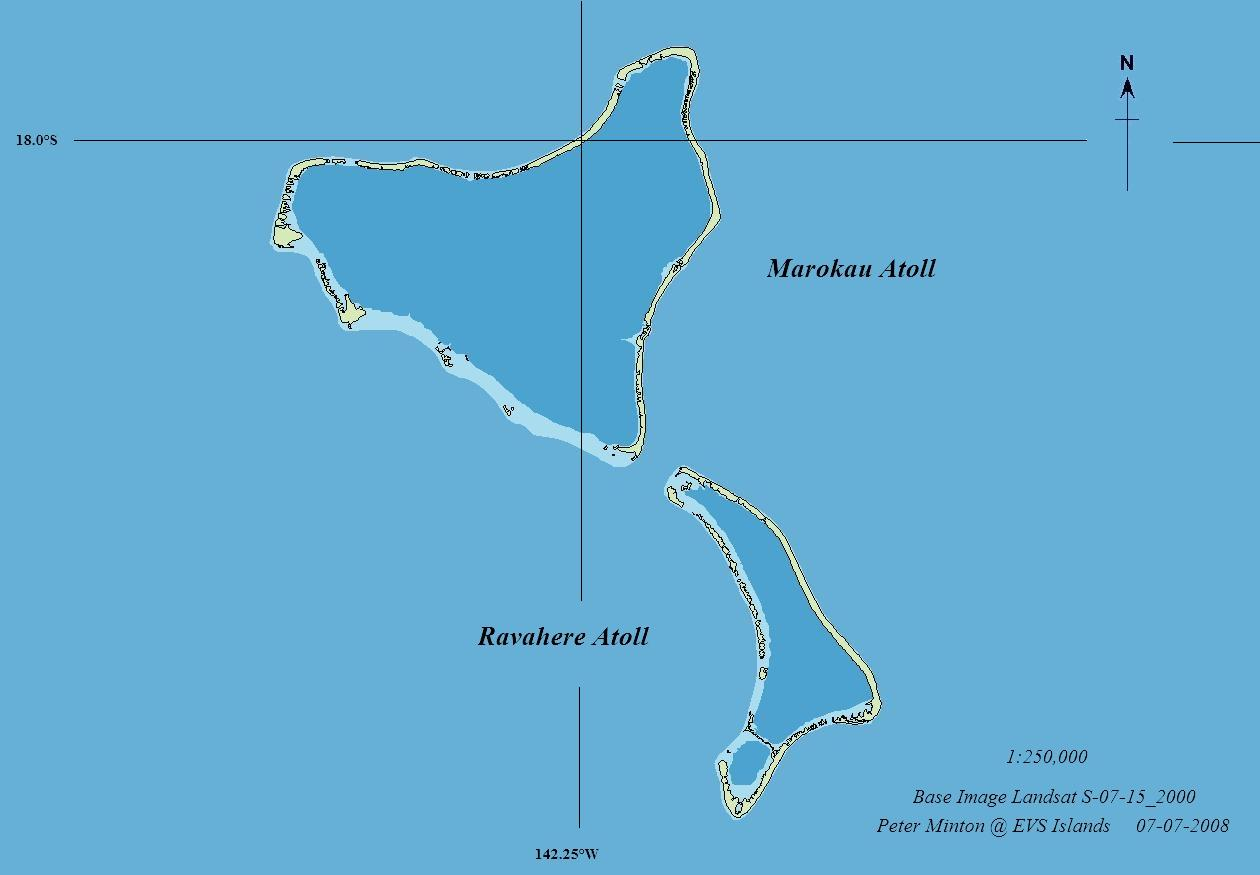
Atolones de Marokau y Ravahere, archipiélago de Tuamotu

Marokau es un atolón situado a 48 km al sudeste de Hikueru y a 120 km al oeste de Hao. Sus coordenadas son:
El atolón tiene forma triangular, con una superficie total de 14,7 km². La laguna tiene un pequeño paso al océano. La villa principal es Vaiori. La población, con un total de 50 habitantes en el censo de 2002, vive principalmente de la recolección de copra. No dispone de infraestructuras significativas.
El atolón fue devastado por un ciclón en 1903, quedando totalmente sumergido por las olas y provocando la muerte a unos 100 habitantes.

## Ravahere
Ravahere es un atolón situado a casi 2 km al sur de Marokau.
La superficie total es de 7 km², y la laguna no dispone de ningún paso navegable hacia el océano. Hoy en día está deshabitado aunque cuando fue descubierto por James Cook tenía población. No dispone de infraestructuras.